# EUX Business
EUX Business er den merkantile EUX. Her får man – lige som på den normale EUX – to uddannelser i én. Man tager en toårig gymnasial uddannelse, hvorefter man tager to års praktik i en virksomhed. Det betyder, at man efter fire år har en merkantil gymnasial uddannelse samtidig med, at man har en erhvervsuddannelse.

## Dobbelt op på muligheder
Uddannelsen skal gøre det mere attraktivt at søge en erhvervsuddannelse. Og derfor har man forsøgt at kombinere en gymnasial uddannelse med en erhvervsuddannelse. I den forbindelse slog en række skoler sig sammen og lancerede kampagnen Dobbelt op på muligheder Arkiveret 7. januar 2019 hos  Wayback Machine. EUX Business er bygget op, så man efter to år bliver student, og de efterfølgende to år erhvervsuddannet gennem sin praktik i en virksomhed. At man bliver student efter to år vil sige, at man her kan vælge at søge en kort eller mellemlang videregående uddannelse – det kan eksempelvis være på en professionsbachelor eller på et erhvervsakademi. Og hvis man tager den fulde EUX Business og vælger at tage to års praktik i en virksomhed, har man muligheden for at læse på universitetet. Efter i alt fire år står man altså med en studenterhue, en erhvervsuddannelse og to års erhvervserfaring – og det er det, der menes med at det giver dobbelt op på muligheder.

## Her kan du tage en EUX Business
Fra Nordjylland over Fyn og hele vejen til Bornholm. De fleste merkantile uddannelser tilbyder i dag en form for EUX Business. Af skoler der tilbyder EUX Business kan eksempelvis nævnes Aalborg Handelsskole, Aarhus Business College, IBC Aabenraa, Tietgen Handelsgymnasium og Niels Brock.